# Constanza Piccoli Molina
Constanza Patricia Piccoli Molina (Santiago de Chile, Chile, 19 de novembro de 1992) é uma atriz, cantora e modelo chilena. Tornou-se conhecida por protagonizar as séries infantis BKN da Megavisión e Karkú da TVN e Nickelodeon Latinoamerica.

## Carreira
Aos onze anos fez sua estreia na televisão no seriado infantil BKN da Megavisión, na qual ela interpretou Catalina Valdivieso durante 4 temporadas, exibidas entre 2004-2005 e também com uma trilha sonora contando três discos.
Deixou a série no final de 2005, o motivo de sua saída da série foi uma oferta da produtora My Friend para protagonizar Karkú, produção que competiria com BKN. Ela estreou em 2007 pela TVN e no ano seguinte pela Nickelodeon Latinoamerica. A série teve três temporadas e uma banda integrada pelos mesmos atores chamada Six Pack.
Como parte da Six Pack, gravou dois álbuns. As primeiras músicas de Cada vez e Chico malo tocaram bastante nas rádios chilenas. Foram ganhadores do Los Premios MTV Latinoamérica como Melhor artista novo Centro e se apresentaram no Festival de Viña del Mar, em 2008.
Ela teve uma curta carreira solo, com três singles lançados Eres el culpable, Arena & Mar e Sabes.
Em 2010 assinou contrato com TVN para integrar o elenco da novela La familia de al lado. Logo depois, estava em Aquí mando yo e Dos por uno do mesmo canal. Em 2014 mudou-se para o Canal 13 para interpretar Millaray em Mamá mechona.

## Trabalhos na TV

### Novelas
| Ano  | Novela                | Personagem           | Canal    |
| ---- | --------------------- | -------------------- | -------- |
| 2010 | La Familia de al Lado | Andrea Ruiz-Tagle    | TVN      |
| 2011 | Aquí Mando Yo         | Isabel Grez          | TVN      |
| 2013 | Dos por Uno           | Aurora Salinas       | TVN      |
| 2014 | Mamá mechona          | Millaray Valdebenito | Canal 13 |
| 2016 | Veinteañero a los 40  | Nicole Basáez        | Canal 13 |

### Séries
| Ano            | Série | Personagem          | Canal      |
| -------------- | ----- | ------------------- | ---------- |
| 2004-2005,2009 | BKN   | Catalina Valdivieso | Megavisión |
| 2007-2009      | Karkú | Emilia Valdes       | TVN        |

## Filmes
| Ano  | Título                | Personagem                       | Diretor             |              |
| ---- | --------------------- | -------------------------------- | ------------------- | ------------ |
| 2013 | El Babysitter         | Natasha                          | Hermanos Badilla    | Participação |
| 2015 | Toro Loco: Sangriento | Siboney                          | Patricio Valladares | Protagonista |
| 2016 | Prueba De Actitud     | Samantha "Sam" Maria Tello Tapia | Fabrizio Copano     | Protagonista |

## Discografía

### Álbuns de estudio
com BKN
- 2004: BKN
- 2004: La amistad sigue creciendo
- 2005: Lo mejor de / The best of

com Six Pack
- 2007: SixPack
- 2008: SixPack (Reedición, solo disponible en línea)
- 2009: Up